# Limousin (provincie)
Limousin a fost un teritoriu al regatului Franței între 1589 și Revoluție, înainte de a deveni o circumscripție de acțiune regională în 1960, apoi o regiune administrativă până în 2015, când a fost unită în regiunea Nouvelle-Aquitaine.
Teritoriul fostei provincii Limousin corespunde unei zone geografice și culturale mai restrânse decât regiunea administrativă actuală, cuprinzând departamentul Corrèze, jumătatea sudică a departamentului Haute-Vienne (inclusiv Limoges, capitala sa istorică), și o mică parte din Dordogne.

## Istorie

### Integrarea teritoriului în domeniul regal

Regatul Franței și fiefurile învecinate în 1477.

În secolul al XIV-lea, regiunea a fost marcată de Războiul Franco-Englez.
La finele secolului al XV-lea, teritoriul actual al Limousinului era în mare parte împărțit între posesiunile a două familii din sud-vestul Franței, casa Albret (Vicomitatul Limoges, Vicomitatul Turenne, Comitatul Périgord) și casa Armagnac (comitatul Marche), în timp ce câteva zone marginale aparțineau fie ducatelor independente (Ducatul Bourbon la est) sau feudele regelui Franței (comitatul Angoulême încă din secolul al XIV-lea, Poitou încă din secolul al XIII-lea).
În 1531, Marche este integrată definitiv în domeniul regal. În 1572, Casa de Bourbon, în persoana lui Henric de Bourbon, îi succede mamei sale, Ioana de Albret, la conducerea diferitelor feude ale Casei de Albret; Henri este deci în același timp viconte de Limoges și conte de Périgord. Accesul său pe tronul Franței în 1589 sub numele de Henric al IV-lea accelerează atașarea acestor teritorii coroanei.

### Provincie Regală
Răspunzând unor criterii vagi și critici, la fel ca pentru toate provinciile din Vechiul Regim, provincia Limousin corespunde încă de atunci unui teritoriu care cuprinde jumătatea sudică a Limousinului contemporan, jumătatea nordică aparținând comitatului Marche. Provincia este chiar denumită diferit la Limoges (Limousin de Sus) sau la Tulle (Limousin de Jos).
În 1738, Vicomitatul Turenne, care până atunci continuase să beneficieze de o autonomie foarte mare, este în cele din urmă atașat Regatului Franței și integrat în provincia Limousin.

### Dispariția provinciei
Provincia Limousin dispare odată cu Revoluția Franceză. Teritoriul este dezmembrat și împărțit între trei dintre noile departamente înființate: în cea mai mare parte Corrèze și Haute-Vienne, și într-o măsură foarte mică Dordogne.

### Limousinul contemporan

Harta comunelor contemporane care se încadrează în provincia Limousin în secolul al XVIII-lea.

Limousin renaște ca entitate oficială în secolul al XX-lea, cu un teritoriu mai mare (inclusiv departamentul Creuse, deși istoric făcând parte din Marche): mai întâi ca „regiune Clémentel” în 1919, apoi ca „regiune de program”, apoi ca circumscripție de acțiune regională și în cele din urmă ca colectivitate teritorială începând din 1982 și până în 2015.